# Rahma bint Hassan
Princezna Rahma bint El Hassan (* 13. srpna 1969, Ammán) je jordánská princezna. Jejím otcem je princ Hassan bin Talal. Její matka, princezna Sarvath al-Hassan, je pákistánsko-bengálského původu.
Je sestřenicí krále Abdalláha II.

## Vzdělání
- Základní škola v Ammánu v Jordánsku
- Škola pro dívky Sherborne v Dorsetu v Anglii[3]
- Trinity College v Cambridge v Anglii – čestný B.A. v orientalistice (1991)
- Trinity College na Cambridgeské univerzitě v Anglii – M.Phil. v mezinárodních vztazích (1992)[3]

## Manželství a děti
V červenci 1997 se provdala za Alaa Batayneha (od 11. října 2012 do 20. března 2013 byl ministrem energetiky a minerálních zdrojů), syna Arifa al-Batayneha (bývalý poslanec Sněmovny reprezentantů, senátor, ministr zdravotnictví a generální ředitel Královské lékařské služby).
Mají dvě děti:
- Ajša (* 2. ledna 2002)
- Arif (* 15. února 2006)

## Kariéra
V současnosti působí v oblasti školství a sportu.
K roku 2019 je prezidentkou Jordánské gymnastické federace a také prezidentkou Asociace mladých muslimských žen, kde v této roli v roce 2007 nahradila svou matku.

## Ocenění

### Národní vyznamenání
- Jordánsko: Velkostuha Řádu nezávislosti (2006)

### Zahraniční vyznamenání
- Nizozemsko: Rytíř velkokříže Řádu dynastie Oranžsko-Nasavské